# مارك مادسن (مقاتل)
مارك مادسن (بالإنجليزية: Mark Madsen؛ مواليد 23 سبتمبر 1984) هو مُقاتل فنون قتالية مختلطة دنماركي.

## وصلات خارجية
- مارك مادسن (مقاتل) على موقع يو إف سي (الإنجليزية)
- مارك مادسن (مقاتل) على موقع شيردوغ (الإنجليزية)
- مارك مادسن (مقاتل) على موقع قاعدة بيانات المصارعة الدولية (الإنجليزية)
- مارك مادسن (مقاتل) على موقع اللجنة الأولمبية الدولية (الإنجليزية)
- مارك مادسن (مقاتل) على موقع أوليمبيديا (الإنجليزية)